# Мелобий
Мелобий (др.-греч. Μνησίλοχος; умер в 403 году до н. э. или позже) — древнегреческий политический деятель олигархического толка. В 411 году до н. э. был членом совета Четырёхсот, ненадолго захватившего власть в Афинах. В 404 году до н. э. — член коллегии Тридцати (в последующей традиции «Тридцать тиранов»). Известно, что Мелобий принадлежал к той трети членов совета, которая была предложена Фераменом, и представлял филу Эрехтеида. О дальнейшей его судьбе ничего не известно. При этом античные авторы сообщают, что большинство «тиранов» после поражения в гражданской войне бежало в Элевсин (403 год до н. э.), и позже одни предстали перед судом, другие были убиты, а третьи нашли убежище в других регионах Греции.